# ألبرت شو
ألبرت شو (بالإنجليزية: Albert Shaw) هو صحفي أمريكي، ولد في 23 يوليو 1857 في Shandon, Ohio ‏ في الولايات المتحدة، وتوفي في 25 يونيو 1947.